# Новонежинка
Новонежинка (каз. Новонежин) — село в Аулиекольском районе Костанайской области Казахстана. Административный центр Новонежинского сельского округа. Находится примерно в 21 км к северу от районного центра, села Аулиеколь. Код КАТО — 393643100.
В селе родился Герой Советского Союза Василий Нелюбов.

## Население
В 1999 году население села составляло 2139 человек (1043 мужчины и 1096 женщин). По данным переписи 2009 года, в селе проживало 2305 человек (1017 мужчин и 1288 женщин).